# Campionati tedeschi di sci alpino 2025
I Campionati tedeschi di sci alpino 2025 si sono svolti ad Axamer Lizum (in Austria) dal 3 al 6 aprile; sono stati assegnati i titoli di discesa libera, supergigante, slalom gigante e slalom speciale, sia maschili sia femminili.
Trattandosi di competizioni valide anche ai fini del punteggio FIS, vi hanno potuto partecipare anche sciatori di altre federazioni, senza che questo consentisse loro di concorrere al titolo nazionale tedesco. 

## Risultati

### Uomini

#### Discesa libera
| Pos. | Atleta                 | Nazione  | Tempo |
| ---- | ---------------------- | -------- | ----- |
| 1    | Luis Vogt              | Germania | 56,50 |
| 2    | Romed Baumann          | Germania | 57,01 |
| 3    | Valentin Jachmann      | Germania | 57,02 |
| 4    | Benno Brandis          | Germania | 57,21 |
| 5    | Lauris Opmanis         | Lettonia | 57,57 |
| 6    | Simon Widmesser        | Germania | 57,64 |
| 7    | Lukas Krauss           | Germania | 57,70 |
| 8    | Juhan Luik             | Estonia  | 57,75 |
| 9    | Attila Eberhard Bányai | Ungheria | 57,83 |
| 10   | David Ehrenmüller      | Austria  | 57,91 |
| 10   | Aaron Pedimina         | Croazia  | 57,91 |

Data: 3 aprile

#### Supergigante
| Pos. | Atleta            | Nazione  | Tempo   |
| ---- | ----------------- | -------- | ------- |
| 1    | Florian Schieder  | Italia   | 1:03,04 |
| 2    | Benno Brandis     | Germania | 1:03,10 |
| 3    | Lukas Krauss      | Germania | 1:03,18 |
| 4    | Romed Baumann     | Germania | 1:03,32 |
| 5    | Anton Grammel     | Germania | 1:03,54 |
| 6    | Luis Vogt         | Germania | 1:03,73 |
| 7    | Marinus Sennhofer | Germania | 1:03,76 |
| 8    | Tim Ranner        | Austria  | 1:04,20 |
| 8    | Simon Widmesser   | Germania | 1:04,20 |
| 10   | Florian Strauss   | Austria  | 1:04,27 |

Data: 4 aprile

#### Slalom gigante
| Pos. | Atleta            | Nazione  | Tempo   |
| ---- | ----------------- | -------- | ------- |
| 1    | Anton Grammel     | Germania | 2:00,64 |
| 2    | Fabian Gratz      | Germania | 2:00,88 |
| 3    | Hannes Amman      | Germania | 2:00,93 |
| 4    | Lukas Passrugger  | Austria  | 2:01,10 |
| 5    | Hayata Wakatsuki  | Giappone | 2:01,29 |
| 6    | Marinus Sennhofer | Germania | 2:01,30 |
| 7    | Fabio Gstrein     | Austria  | 2:01,34 |
| 8    | Jonas Stockinger  | Germania | 2:02,44 |
| 9    | Moritz Wiesler    | Germania | 2:03,06 |
| 10   | Felix Norys       | Germania | 2:03,21 |

Data: 5 aprile

#### Slalom speciale
| Pos. | Atleta             | Nazione  | Tempo   |
| ---- | ------------------ | -------- | ------- |
| 1    | Linus Straßer      | Germania | 1:33,79 |
| 2    | Mario Gramshammer  | Austria  | 1:34,74 |
| 3    | Fabian Himmelsbach | Germania | 1:34,85 |
| 4    | Anton Tremmel      | Germania | 1:35,08 |
| 5    | Marinus Sennhofer  | Germania | 1:35,18 |
| 6    | Jakob Greber       | Austria  | 1:35,22 |
| 7    | Erik Read          | Canada   | 1:35,44 |
| 8    | Fabio Walch        | Austria  | 1:35,54 |
| 9    | Benno Brandis      | Germania | 1:35,57 |
| 10   | Dominik Zerhoch    | Germania | 1:35,58 |

Data: 6 aprile

### Donne

#### Discesa libera
| Pos. | Atleta           | Nazione  | Tempo   |
| ---- | ---------------- | -------- | ------- |
| 1    | Kira Weidle      | Germania | 58,73   |
| 2    | Nicole Eibl      | Austria  | 59,10   |
| 3    | Pia Hauzenberger | Austria  | 59,45   |
| 4    | Anna Schilcher   | Austria  | 59,61   |
| 5    | Fabiana Dorigo   | Germania | 59,65   |
| 6    | Sabrina Simader  | Kenya    | 59,86   |
| 7    | Eva Schachner    | Austria  | 1:00,05 |
| 8    | Lisa Seebacher   | Germania | 1:00,49 |
| 9    | Carla Dittmar    | Germania | 1:00,81 |
| 10   | Olivia Wenk      | Germania | 1:01,04 |

Data: 3 aprile

#### Supergigante
| Pos. | Atleta             | Nazione  | Tempo   |
| ---- | ------------------ | -------- | ------- |
| 1    | Lena Dürr          | Germania | 1:05,12 |
| 2    | Kira Weidle        | Germania | 1:05,37 |
| 3    | Fabiana Dorigo     | Germania | 1:06,18 |
| 4    | Franca Salhi       | Germania | 1:06,20 |
| 5    | Anna Schilcher     | Austria  | 1:06,55 |
| 6    | Carla Dittmar      | Germania | 1:07,72 |
| 7    | Lisa Seebacher     | Germania | 1:07,78 |
| 8    | Isabella Schmelmer | Germania | 1:08,28 |
| 9    | Sabrina Simader    | Kenya    | 1:08,36 |
| 10   | Emily Wörle        | Germania | 1:08,45 |

Data: 4 aprile

#### Slalom gigante
| Pos. | Atleta               | Nazione  | Tempo   |
| ---- | -------------------- | -------- | ------- |
| 1    | Fabiana Dorigo       | Germania | 1:55,48 |
| 2    | Jessica Hilzinger    | Germania | 1:56,08 |
| 3    | Jana Fritz           | Germania | 1:56,79 |
| 4    | Lena Dürr            | Germania | 1:57,09 |
| 5    | Lara-Marie Wies      | Germania | 1:57,20 |
| 6    | Kira Weidle          | Germania | 1:57,25 |
| 7    | Emma Wieser          | Germania | 1:57,66 |
| 8    | Charlotte Grandinger | Germania | 1:57,99 |
| 9    | Elina Lipp           | Germania | 1:58,57 |
| 10   | Roni Remme           | Germania | 1:58,88 |

Data: 5 aprile

#### Slalom speciale
| Pos. | Atleta                  | Nazione  | Tempo   |
| ---- | ----------------------- | -------- | ------- |
| 1    | Emma Wieser             | Germania | 1:40,59 |
| 2    | Jessica Hilzinger       | Germania | 1:40,85 |
| 3    | Roni Remme              | Germania | 1:41,34 |
| 4    | Charlotte Grandinger    | Germania | 1:42,24 |
| 5    | Jana Fritz              | Germania | 1:42,47 |
| 6    | Flavio Diletta Giordano | Italia   | 1:43,06 |
| 7    | Lara-Marie Wies         | Germania | 1:43,25 |
| 8    | Laila Illig             | Germania | 1:43,55 |
| 9    | Elina Lipp              | Germania | 1:44,05 |
| 10   | Kathrin Stock           | Austria  | 1:44,51 |

Data: 6 aprile